# Madison S. Perry
Madison Starke Perry (Contea di Lancaster, gennaio 1814 – Rochelle, marzo 1865) è stato un politico statunitense, quarto governatore della Florida.

## Biografia
Madison Starke Perry nacque nella contea di Lancaster, nella Carolina del Sud. Era il figlio più giovane di Benjamin Perry e sua moglie Mary Starke, e venne battezzato in onore di James Madison, allora quarto presidente degli Stati Uniti.
Si trasferì in Florida all'età di 31 anni, arrivando nel 1845 e contribuendo a fondare il villaggio di Rochelle nella contea di Alachua. Acquisì una piantagione per coltivare il cotone, principale prodotto agricolo del Profondo Sud, e divenne uno tra i principali piantatori della contea di Alachua. Fu eletto nel 1849 per rappresentare la contea nella Camera dei rappresentanti della Florida. L'anno seguente fu eletto al Senato della Florida.
Fu poi eletto governatore della Florida nel 1856, assumendo la carica il 5 ottobre 1857. Come quarto governatore della Florida, Perry contribuì a risolvere il problema delle dispute di confine con la vicina Georgia, incoraggiò la costruzione di ferrovie nello Stato e favorì molto l'espansione urbanistica. Durante gli anni precedenti la guerra di secessione, il governatore Perry aveva previsto la possibilità che la Florida potesse secedere dall'Unione e nel 1858 sollecitò la rifondazione della milizia statale. La Florida realizzò la secessione tre anni dopo, il 10 gennaio 1861, e Perry pretese quindi il ritiro di tutte le truppe federali dalla Florida, con l'intenzione di sostituirle con la milizia floridiana, al contempo finanziando e rifornendo gli Stati Confederati d'America. La maggior parte dei forti floridiani tuttavia rimasero in mano governativa, segnatamente Fort Pickens, che sarebbe rimasto un avamposto nordista per tutta la guerra e avrebbe determinato la caduta di Pensacola durante la successiva battaglia.
Dopo che il suo mandato di governatore terminò il 7 ottobre 1861, Perry si arruolò nell'esercito confederato e servì come colonnello del 7º reggimento di fanteria della Florida; l'esperienza bellica si dimostrò tuttavia troppo dura per lui, e una malattia lo costrinse a dimettersi dal servizio il 30 aprile 1863. Si ritirò nella sua piantagione a Rochelle, dove morì nel marzo 1865, poco prima della fine della guerra civile americana. Gli sopravvissero la moglie e i due figli. Fu sepolto nel cimitero di Oak Ridge a Rochelle. Le città di Perry e Starke, entrambe in Florida, furono così battezzate in suo onore.